# Мольтке, Адам Готлоб
Граф Адам Готлоб фон Мольтке (дат. Adam Gottlob von Moltke; 1710—1792) — датский политик, придворный, дипломат и фаворит короля Дании Фредерика V.

## Биография
Мольтке родился 10 ноября 1710 года в имении Разенхоф в Мекленбурге в семье датского офицера, немца по происхождению, подполковника Иохима фон Мольтке и Магдалины Софи фон Хофман.
В 1722 году Мольтке приехал в Копенгаген, чтобы стать пажем кронпринца Фредерика при дворе Кристиана VI. После восхождения Фредерика V на престол после смерти отца, Мольтке получил чин гофмаршала и с ним поместье Брегентвед в Хаслеве. В 1750 году фон Мольтке стал графом.
Фон Мольтке был значимой персоной при дворе Фредерика V. Он был не только обер-гофмаршалом, но и председателем Стокгольмского банка, Ост-Индской и Вест-Индской компаний, госпиталя Фредерика, Аграрной Академии и Датской королевской академии изящных искусств. В Германии граф был членом Леопольдины. Также Мольтке был кавалером ордена Данеброг и ордена Слона (1752).
После смерти Фредерика в 1766 году фон Мольтке потерял былую власть и вернулся в своё поместье Брегентвед. Его мемуары, написанные на немецком языке и опубликованные в 1870 году, имеют большое историческое значение.